# Eneli Jefimova
Eneli Jefimova (* 27. Dezember 2006 in Tartu) ist eine estnische Schwimmerin.

## Werdegang
Eneli Jefimova belegte 2021 im Alter von 14 Jahren bei den Olympischen Sommerspielen in Tokio im Wettkampf über 100 Meter Brust den 16. Platz und im Wettkampf über 200 Meter Brust den 27. Platz. Zudem gewann sie im gleichen Jahr Silber bei den Kurzbahneuropameisterschaften in Kasan über 100 Meter Brust und wurde Junioren-Europameisterin über 100 Meter Brust. Diesen Titel verteidigte sie im Folgejahr und gewann zudem Gold über 50 und 200 Meter Brust. Bei den Weltmeisterschaften 2022 wurde sie mit 15 Jahren Sechste über 50 Meter Brust.
2023 gewann sie bei den Junioreneuropameisterschaften Gold über 50 und 100 Meter Brust und wurde Zweite über 200 Meter Brust. Drei Wochen später bei den Weltmeisterschaften in Fukuoka wurde Jefimova Sechste über 100 Meter Brust und Achte über 50 Meter Brust. Einen Monat später erhielt Jefimova bei den Juniorenweltmeisterschaften in Netanya einen kompletten Medaillensatz. Nach Gold über 50 Meter Brust und Silber über 100 Meter Brust erschwamm sie Bronze über 200 Meter Brust. Im Dezember 2023 bei den Kurzbahneuropameisterschaften in Otopeni siegte Jefimova über 100 Meter Brust mit über einer halben Sekunde Vorsprung vor der Italienerin Benedetta Pilato. Über 50 Meter Brust siegte die Italienerin vor Jefimova.
Im Juni 2024 bei den Europameisterschaften in Belgrad siegte Jefimova über 100 Meter Brust mit einer Dreiviertelsekunde Vorsprung vor der Schweizerin Lisa Mamié. Zwei Wochen später wurde sie Junioreneuropameisterin. Drei Wochen später trat Jefimova bei den Olympischen Spielen in Paris an. Über 100 Meter Brust erreichte sie das Finale mit der achtbesten Halbfinalzeit; im Endlauf wurde sie Siebte. Über 200 Meter Brust schied die Estin als letzte der Vorläufe aus.